# Damage control
Pour les articles homonymes, voir Damage control (homonymie).

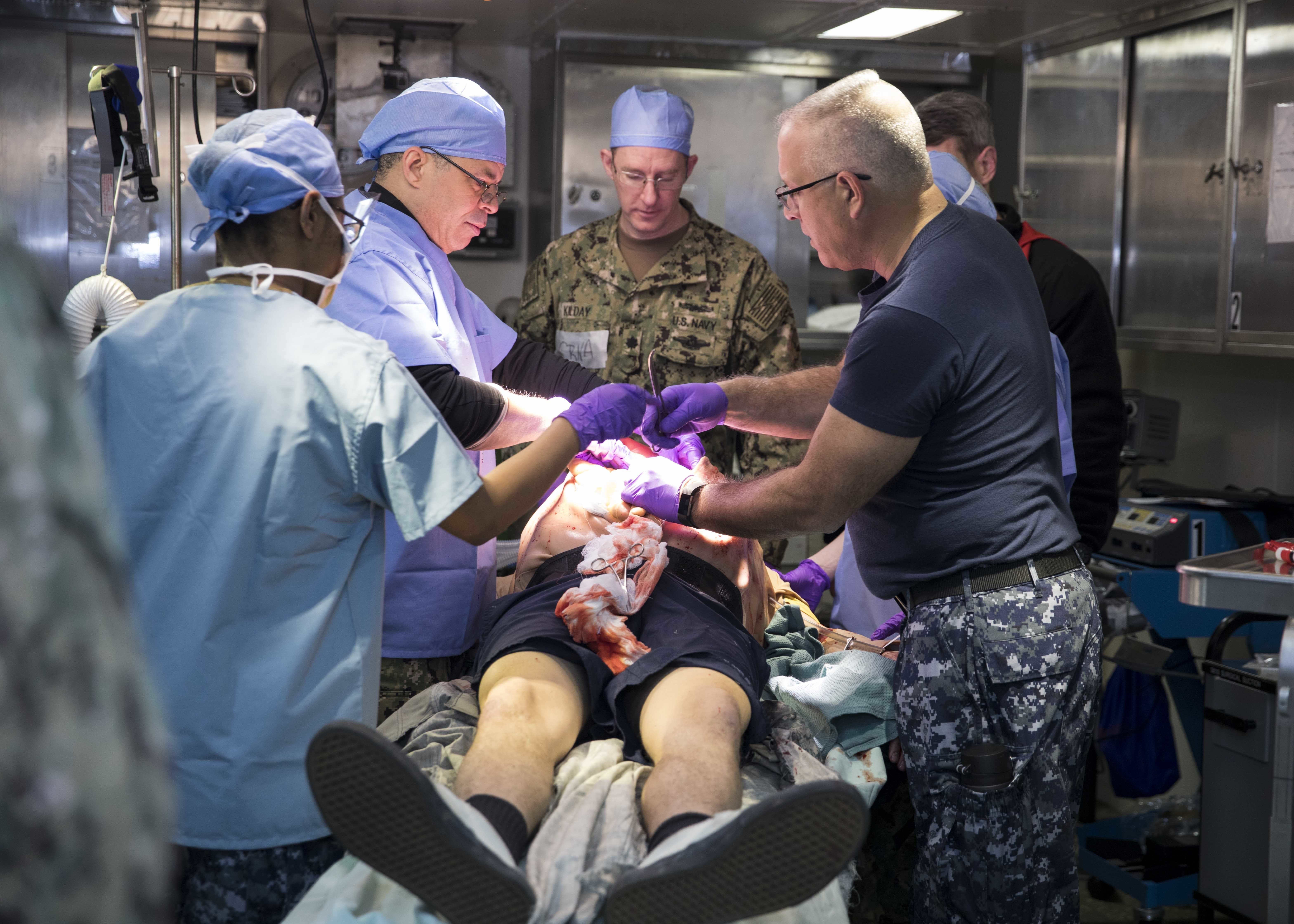
Intervention chirurgicale en situation d'urgence selon les principes du damage control, visant à stabiliser rapidement un patient polytraumatisé en environnement militaire avant un transfert vers une unité de soins définitifs.

Le terme damage control signifie en anglais « maîtrise des dégâts », « limiter les dégâts ». C'est une doctrine de soin consistant à prodiguer les soins minimum pour assurer la survie du patient sans chercher à s'occuper totalement de ses problèmes (damage control surgery, damage control resuscitation). Cette doctrine est mise en œuvre dans un contexte dégradé, lorsque les moyens sont insuffisants pour prendre en charge de manière complète le patient, notamment dans un hôpital de campagne (médecine de guerre) ou en cas d'afflux massif de victimes, par exemple à l'occasion d'une catastrophe (naturelle, industrielle, ferroviaire, aérienne, carambolage) ou d'une tuerie de masse, d'un attentat.
Typiquement, le blessé reçoit les soins chirurgicaux minimaux : sécurisation des voies aériennes (notamment drainage des plèvres, intubation), arrêt des grandes hémorragies, parage des plaies (nettoyage, enlèvement des tissus nécrosés), alignement des fractures et mesures générales de réanimation.

« Dans la nuit de jeudi à vendredi, nous ne connaissions pas l'intensité du flux de patients, il était impossible d'anticiper l'activité au bloc. En période de guerre, on emploie des techniques médicales de guerre. Cette nuit-là, nous avons donc opéré pour sauver des vies, quitte à prendre une nouvelle fois le patient en charge dans un second temps.
Dans un premier temps, on prenait 10 à 20 minutes par patient. Beaucoup souffraient de fractures ouvertes des membres inférieurs et d'écrasement, propres à la traumatologie routière. Hémostases et poses de fixateurs externes provisoires pour les fractures sont les deux opérations que nous avons pratiquées le plus vite. »

— Pr Fernand de Peretti, Cette nuit-là, nous avons opéré pour sauver des vies